# Jonathan Nolan

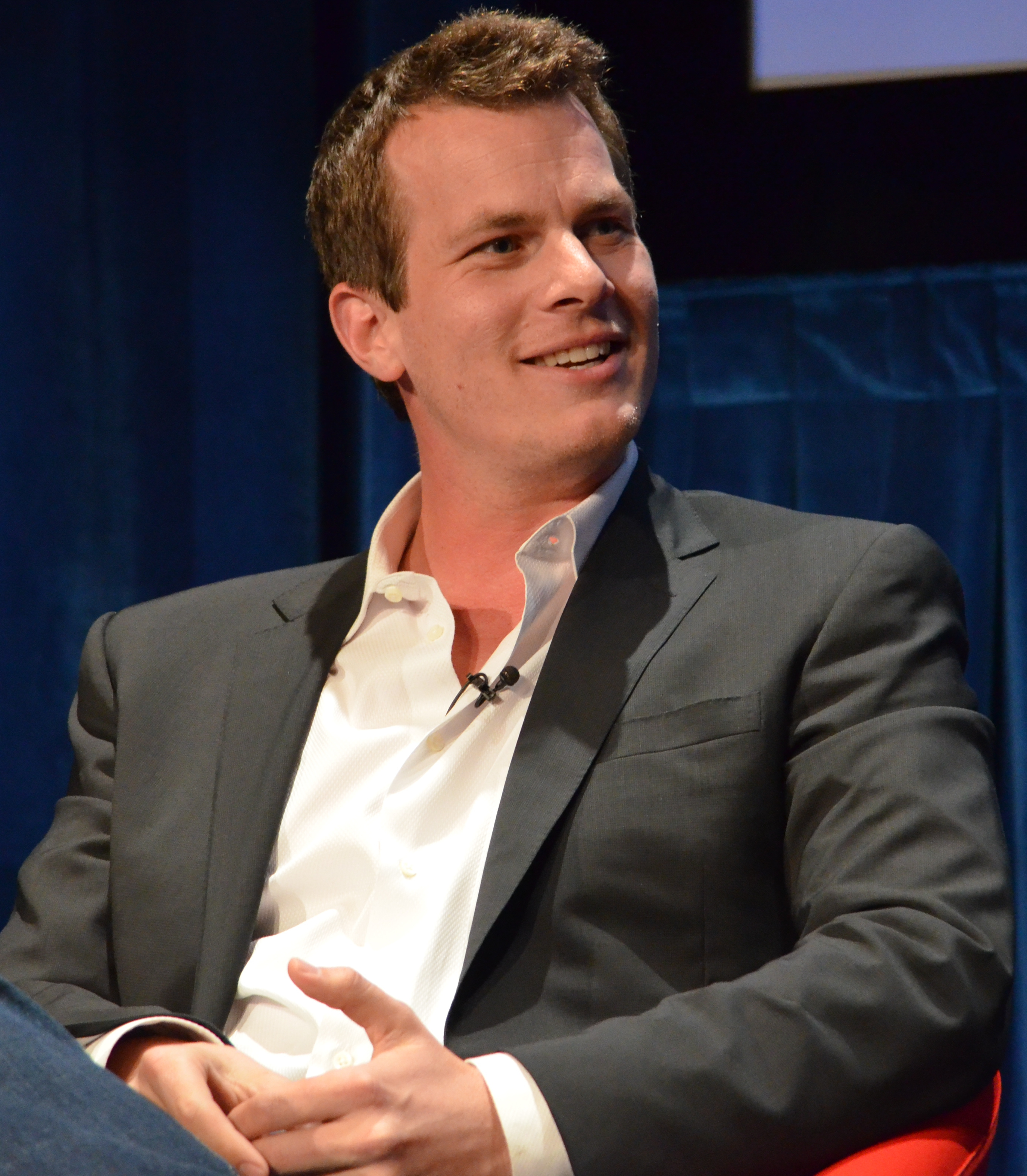
Jonathan Nolan

Jonathan (Jonah) Nolan (Londen, 6 juni 1976) is een Brits-Amerikaans scenarioschrijver, de broer van regisseur Christopher Nolan. Samen met zijn broer schreef hij de scenario's voor Memento (Jonathan schreef een kort verhaal getiteld 'Memento Mori', waarop Christopher het filmscenario baseerde), The Prestige, The Dark Knight en The Dark Knight Rises.
Nolan werkte aan het scenario voor een film van Christopher Nolan getiteld Interstellar, gebaseerd op Wormgat-theorieën van Kip Thorne. Ook is hij bezig aan een eigen scenario over de Brand van Chicago van 1871.
Nolan werd, samen met zijn broer, genomineerd voor een Oscar voor beste scenario in 2002 voor Memento.

## Films en televisie
- Westworld (2016), bedenker, uitvoerend producent
- Interstellar (2014), scenario
- The Dark Knight Rises (2012), scenario
- Person of Interest (2011-2016), bedenker, uitvoerend producent
- The Dark Knight (2008), scenario
- The Prestige (2006), scenario
- Memento (2000), kort verhaal

## Varia
- Opvallend is dat Jonathan Nolan met een Amerikaans accent spreekt. Zijn broer Christopher Nolan spreekt met een Brits accent.

- Bibsys: 3047119
- Biblioteca Nacional de España: XX5238717
- Bibliothèque nationale de France: cb14124932c (data)
- Catàleg d'autoritats de noms i títols de Catalunya: 981058508168506706
- Gemeinsame Normdatei: 1026809401
- International Standard Name Identifier: 0000 0000 7840 2246
- Library of Congress Control Number: no2002006552
- Nationale Bibliotheek van Letland: 000347849
- Bibliotheek van het Japanse parlement: 001187721
- Nationale Bibliotheek van Tsjechië: xx0062917
- Nationale Bibliotheek van Israël: 987007437705605171
- Nederlandse Thesaurus van Auteursnamen: 24208883X
- Réseau des bibliothèques de Suisse occidentale: 02-A008627787
- Istituto Centrale per il Catalogo Unico: UBOV681119
- Système universitaire de documentation: 075141701
- Virtual International Authority File: 22349626
- WorldCat: E39PBJtcGPYPBPjYvpq74FjV4q